# Karl Sims
Pour les articles homonymes, voir Sims.
Karl Sims, né à Cambridge (Massachusetts, États-Unis), est un chercheur en infographie et artiste, reconnu pour l’utilisation des systèmes de particules et de l’intelligence artificielle dans l’animation assistée par ordinateur.

## Biographie
En 1984, il est diplômé d’un baccalauréat (licence aux États-Unis) en sciences au MIT (Massachusetts Institute of Technology), puis obtient une maitrise de sciences au Media Lab du MIT en 1987.
Par la suite il travaille, en tant qu’artiste résident pour Thinking Machines, une division du MIT spécialisée dans le calcul parallèle, puis intègre Whitney-Demos Production où il développe de nouveaux algorithmes pour l'image de synthèse 3D sur un super-ordinateur conçu par Thinking Machines, le CM-2 (Connection Machine 2). Il est un des cofondateurs d’Optomystic, société reconnue dans la production d’images de synthèse. Il est aujourd’hui à la tête de la société GenArts, basée à Cambridge dans le Massachusetts, qui développe des effets spéciaux sous forme d’extensions pour les logiciels utilisés notamment par les studios et l’industrie du cinéma.
Au sein d’Optomystic, il développe pour la Connection Machine 2 (CM-2) le logiciel qui anime l’eau à partir de dessins d’un déluge de Léonard de Vinci, que l’on peut notamment voir dans le film de Marc Whitney Leonardo's Deluge (1989).
Les animations Particle Dreams et Panspermia s’appuient sur la Connection Machine 2 (CM-2) pour animer et rendre des phénomènes complexes divers via des systèmes de particule. Panspermia a été aussi utilisé pour la vidéo du titre Planet Caravan, reprise de Black Sabbath par le groupe de heavy metal Pantera.
Sims est l'auteur de nombreux articles scientifiques de référence sur les créatures virtuelles et l'évolution artificielle appliquée aux arts numériques. Ses créatures virtuelles utilisent un réseau de neurones pour traiter l’information qu’elles reçoivent par le biais de capteurs et agir sur des muscles virtuels en fonction de leur environnement. Les créatures ont été développées pour montrer les modes de déplacement classique en fonction de leur milieu et de leur environnement : comme la nage du serpent de mer ou du poisson, le saut, ou encore la chute, enfin la marche de par sa grande complexité n’a pas pu être étudiée.
Différents types de créatures étaient réunis au sein d’un même environnement virtuel afin d‘expérimenter les effets de compétition. Ceci a notamment permis de voir émerger la théorie de la reine rouge.
La couverture du livre de Chris Langton Artificial Life: An Overview représente une image des créatures produites par Sims.
En 1997, Sims créé l’installation interactive Galápagos pour le Centre d'Intercommunication NTT à Tokyo ; cette installation dont l’une des particularités est d’être interactive se présente sous la forme de  12 écrans exposant des créatures virtuelles, le spectateur se voit offrir le choix de l’évolution de certaines au détriment des autres. Le spectateur assiste et participe à l’évolution et la mutation de ces créatures virtuelles.
Son article « Artificial Evolution for Computer Graphics » décrit l’application d’algorithmes génétiques en vue de produire des images 2D abstraites à partir de formules mathématiques complexes, développées sous les conseils d'un homme.
Il utilisa cette méthode d'application d'algorithmes génétiques à des images pour créer la vidéo Primordial Dance, ainsi que certaines parties de Liquid Selves. Genetic Images était une installation interactive également basée sur cette méthode ; on a pu notamment la découvrir en 1993 au Centre Georges Pompidou à Paris, puis également au Festival Ars Electronica et à l’Interactif Media Festival de Los Angeles.
Sims se voit remettre 2 Golden Nicas au Festival Ars Electronica, en 1991 pour Panspermia, et en 1992 pour Liquid Selves et Primordial Dance. Il a également reçu les honneurs du Festival européen consacré aux « nouvelles images » (Imagina), de l'Association d'Infographie nationale, du Festival de la Vidéo de Berlin, du NICOGRAPH au Japon, de Images du Futur et d'autres festivals. En 1998, le prix MacArthur lui est décerné .

## Œuvres, installations et travaux
- Interactive Video Kaleidoscope, 1987
- Locomotion Studies, 1987
- Particle Dreams, 1988 (visible sur archive.org)
- Inner View, 1989
- Burning Logos, 1989
- Excerpts from Leonardo's Deluge, 1989 (Développeur logiciel)
- Panspermia, 1990 (visible sur archive.org) (Figure dans Beyond the Mind's Eye, 1992)
- Primordial Dance, 1991 (visible sur archive.org)
- Liquid Selves, 1992 (visible sur archive.org)
- Genetic Images, 1993
- Evolved Virtual Creatures, 1994 (visible sur archive.org)
- Galápagos, 1997

## Publications
- (en) Karl Sims, « Particle Animation and Rendering Using Data Parallel Computation », SIGGRAPH '90 Proceedings,‎ août 1990, p. 405-413
- (en) Karl Sims, « Choreographed Image Flow », Journal of Visualization and Computer Animation, vol. 3,‎ 1992, p. 31-43
- (en) Karl Sims, « Artificial Evolution for Computer Graphics », SIGGRAPH '91 Proceedings,‎ juillet 1991, p. 319-328
- (en) Karl Sims, « Evolving Virtual Creatures », SIGGRAPH '94 Proceedings,‎ juillet 1994, p. 15-22
- (en) Karl Sims, « Evolving 3D Morphology and Behavior by Competition », Artificial Life IV Proceedings, MIT Press,‎ 1994, p. 28-39